# اللواتة
اللواتة إحدى قرى الجمهورية التونسية، تقع في معتمدية بنزرت الجنوبية من ولاية بنزرت. ترقيمها البريدي 7041.

### مواضيع ذات علاقة
- ولاية بنزرت.

1. ↑  "المناطق الترابية (العمادات) حسب الولايات والمعتمديات". اطلع عليه بتاريخ 2024-11-30.